# 費希納顏色效應
費希納顏色效應是一個在觀察某些快速變化或移動的黑白圖案時會看到的顏色錯覺。這個現象也被稱為圖案所引起的閃爍顏色pattern induced flicker colors (PIFCs)。這種效果最常通過本納姆陀螺（也稱為本納姆圓盤）這樣的裝置來演示。當陀螺旋轉時，在圓盤上的不同位置可以看到淺色弧線。當閃光燈設置為某些臨界速度時，也可以看到這種現象。旋轉的風扇葉片，尤其是鋁製的葉片，也可以產生費希納顏色效應。隨著風扇加速或減速，顏色會出現、漂移、變化和消失。風扇的穩定運行速度（通常）不會產生顏色，表明它不是與照明閃爍頻率的干擾效應。

A sample of a Benham's top

古斯塔夫·費希納和赫爾曼·馮·亥姆霍茲注意到了這種現象，並通過查爾斯·本納姆發明的陀螺傳播給了英語使用者。 弗洛倫斯·溫格·巴格利（弗洛倫斯·巴格萊）是這一現象的早期研究人員之一。
費希納顏色效應的感知機制尚不完全清楚。人們看到顏色的一個可能原因可能是人眼中的視錐細胞對紅色、綠色和藍色的反應速度不同。更具體地說，對於不同類型的顏色特化的神經節細胞，中心和周圍機制的延遲是不同的。
這種現象源於視網膜中的神經活動和初級視覺皮層中的空間相互作用，後者在編碼低級圖像特徵（例如邊緣和時空頻率分量）中發揮作用。研究表明，藍黃色的競爭過程解釋了所有不同的PIFCs。
本納姆陀螺和其他PIFCs被當作研究眼部疾病和視覺軌跡的診斷工具。它在檢測視神經炎方面表現出特別的效果。

## 本納姆陀螺
本納姆陀螺以英國報業記者、業餘科學家和玩具製造商查爾斯·本納姆的名字命名，他於 1895 年出售了一件繪有所示圖案的陀螺。在與古斯塔夫·費希納通信後，本納姆受到啟發，並通過他的陀螺傳播費希納顏色效應，這個陀螺由費希納觀察並證明了上述效果。本納姆陀螺使得英語使用者在儘管費希納的原始報告是用德語撰寫的情況下，依舊可以去了解費希納顏色效應 。

## 其他資料
- Newton disc（英语：Newton disc）

## 外部連結
- Online Java demonstrations of Fechner color （页面存档备份，存于）
- Benham's Disk （页面存档备份，存于）
- An interactive version （页面存档备份，存于）